# Delta (letter)
De delta (hoofdletter Δ, kleine letter δ, Grieks δέλτα) is de vierde letter van het Griekse alfabet. δ' is het Griekse cijfer voor 4, δ voor 4000.
De delta werd in het Oudgrieks uitgesproken als een /d̪/, zoals in droom, maar in het Nieuwgrieks klinkt zij als /ð/. Om de klank d̪ weer te geven schrijft men in het Nieuwgrieks ντ.

## Gebruik
De naam rivierdelta komt van het feit dat deze meestal de vorm van een Δ heeft.
In de wiskunde is de Δ het symbool van een driehoek.
In de fysica wordt deze letter gebruikt om een hoek aan te duiden. Een verandering van een grootheid wordt aangeduid met Δ grootheid (bijvoorbeeld een temperatuurverschil: ΔT). Soms wordt hierbij "delta" ook wel uitgeschreven, zoals in delta v in de astrodynamica.
In de chemie wordt de kleine letter delta gebruikt om in een structuurformule de lading van een bepaald atoom aan te geven. Daarachter komt het teken − of +. De lading van het atoom heeft te maken met de mate waarin de atomen aan het elektronenpaar trekken en het ene atoom dus een negatieve lading krijgt ten opzichte van het andere atoom. De mate waarin een atoom het elektronenpaar naar zich toe trekt heet elektronegativiteit. Dit is een constante per atoomsoort, die onder andere in Binas tabel 40 kan worden gevonden.
Een infinitesimaal kleine verandering wordt aangeduid met δ, alleen als de verandering afhankelijk van de gevolgde weg is, bijvoorbeeld δ Q (warmteverschil). Is de verandering onafhankelijk van de gevolgde weg, dan wordt een d (zoals dT) gebruikt.
De laplace-operator wordt ook aangeduid met Δ.

## Weergave

### Unicode
De Δ en δ zijn in 1993 toegevoegd aan de Unicode 1.0-karakterset.
In Unicode vindt men Δ onder het codepunt U+0394 (hex) en δ onder U+03B4.

### HTML
In HTML kan men voor Δ de code &Delta; gebruiken, en voor δ &delta;.